# Chaetostoma vagum
Chaetostoma vagum är en fiskart som beskrevs av Fowler, 1943. Chaetostoma vagum ingår i släktet Chaetostoma och familjen Loricariidae. Inga underarter finns listade i Catalogue of Life.